# Lessosibirsk
Lessosibirsk (russisch Лесосибирск) ist eine russische Stadt mit 55.730 Einwohnern (Stand 2021) in der Region Krasnojarsk in Sibirien.

## Geographie
Die Stadt befindet sich am Jenissei nicht weit von der Mündung eines Nebenflusses, der Angara, etwa 300 Kilometer nördlich der Regionshauptstadt Krasnojarsk. Umgeben von den Wäldern der sibirischen Taiga, hat Lessosibirsk ein großes Sägewerk. Lessosibirsk liegt im Angara-Unterland und ist Teil der Mittelsibirischen Hochebene, eines stark durchschnittenen Geländes, das bis zu 500 Meter über dem Meeresspiegel liegt. Das Klima ist scharf kontinental mit langen rauen Wintern und warmen kurzen Sommern. Durchschnittliche Temperaturen sind im Winter −22 °C, im Sommer +16 bis +18 °C.

## Geschichte

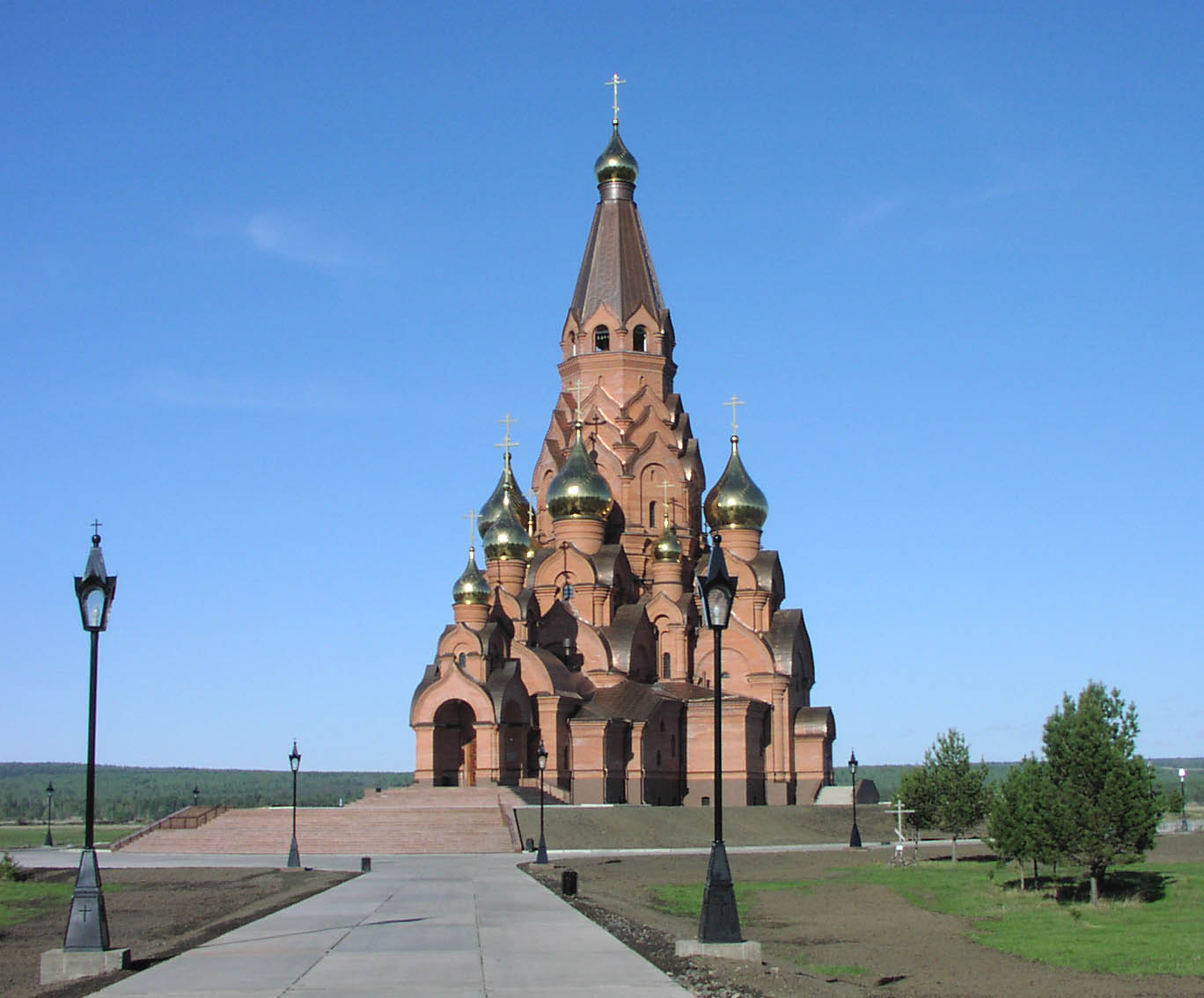
Kirche der Kreuzerhöhung in Lessosibirsk

Lessosibirsk (wörtlich etwa „Holzstadt in Sibirien“) wurde 1975 durch Zusammenschluss der beiden Ortschaften Maklakowo (Siedlung städtischen Typs seit 1953) und Nowomaklakowo (Siedlung städtischen Typs seit 1966; Name bedeutet „Neu-Maklakowo“; etwa 5 km flussaufwärts/südöstlich) als Binnenhafenstadt am Jenissei gegründet. 1989 wurde die Siedlung städtischen Typs Nowojenisseisk (Status seit 1962, zunächst als Nowojenisseiski; Name bedeutet „Neu-Jenisseisk“ nach der alten, 20 km nordwestlich gelegenen Stadt; etwa 10 km flussabwärts/nordwestlich des Zentrums des früheren Maklakowo) eingemeindet.

### Bevölkerungsentwicklung
| Jahr | Einwohner | Anmerkung                                                           |
| ---- | --------- | ------------------------------------------------------------------- |
| 1959 | 16.262    | Maklakowo                                                           |
| 1970 | 36.408    | davon Maklakowo 17.228, Nowomaklakowo 7.798, Nowojenisseiski 11.382 |
| 1979 | 56.196    | davon Lessosibirsk 38.625, Nowojenisseisk 17.571                    |
| 1989 | 68.349    |                                                                     |
| 2002 | 65.374    |                                                                     |
| 2010 | 61.139    |                                                                     |

Anmerkung: Volkszählungsdaten

## Wirtschaft
Lessosibirsk gilt als russische „Hauptstadt der Holzindustrie“: Die Grundlage der Stadt bilden einige Dutzend Holzsägewerke mit einem jährlichen Produktionsumfang von bis zu 3 Mio. Kubikmeter Holz. Auch die holzchemische Industrie ist vertreten und produziert unter anderem Zellstoff, Kolophonium und Terpentin.
Das Ausbildungsangebot besteht aus Technischer und Pädagogischer Hochschule, Fachschule, holztechnischem Kollege, Berufsschule und Kunstschulen.

## Verkehr
Lessosibirsk ist Endpunkt der Eisenbahnstrecke von Atschinsk (einer Abzweigung von der Transsibirischen Eisenbahn bei Kilometer 3914), die ursprünglich erbaut wurde, um die Region nördlich von Atschinsk für die Holzwirtschaft zu erschließen. Über diese war die Stadt bis 2011 von Krasnojarsk aus mit dem Nachtzug erreichen, bis Sommer 2013 noch per Kurswagen. Seither besteht nur noch seltene Lokalzugverbindung nach Atschinsk (Stand: April 2015).
Mit dem Bus ist Lessosibirsk von Krasnojarsk aus in rund 4,5 Stunden zu erreichen. Eine bedeutende Rolle insbesondere im Güterverkehr spielt in der eisfreien Zeit der Schiffsverkehr auf dem Jenissei. Passagierschiffe benötigen für die Strecke etwa 18 Stunden.